# Sonnenfinsternis vom 20. Mai 2012
Die ringförmige Sonnenfinsternis vom 20. Mai 2012 begann in Ostasien, spielte sich hauptsächlich über dem Nordpazifik ab und endete im Westen Nordamerikas. Da zahlreiche ostasiatische Metropolen im Sichtbarkeitsgebiet lagen, darunter Hongkong und Tokio und mit Guangdong zudem die bevölkerungsreichste Provinz Chinas, könnte diese Finsternis zu einer der von den meisten Menschen beobachteten überhaupt geworden sein. Von Mitteleuropa war die Finsternis nicht beobachtbar. Sie ist die 58. des 72 Sonnenfinsternisse umfassenden Saros-Zyklus mit der Nummer 128. Die ringförmige Phase dauerte maximal 5 Minuten und 46 Sekunden.

## Verlauf
Erstmals ringförmig verfinstert zeigte sich die Sonne während des Sonnenaufgangs bei der chinesischen Stadt Beihai im Norden des Golfs von Tonkin. Dort war nach Ortszeit bereits der 21. Mai. Anschließend bewegte sich der Korridor mit ringförmiger Sichtbarkeit in ostnordöstlicher Richtung über die Küste des Südchinesischen Meeres und überstrich zahlreiche chinesische Metropolen, beispielsweise Zhanjiang, Maoming, Jiangmen, Guangzhou, Shenzhen, Hongkong, Shantou, Xiamen und Fuzhou. Auch im Norden Taiwans, einschließlich der Hauptstadt Taipeh, schob sich der Mond zentral vor die Sonne, bevor die Zone mit ringförmiger Sichtbarkeit sich weiter über das Ostchinesische Meer Richtung Japan fortsetzte. In Japan überstrich der Schattenpfad zunächst den Osten der Insel Kyūshū sowie die Insel Shikoku, bevor die größten Metropolen Japans im südöstlichen Teil der japanischen Hauptinsel Honshū erreicht wurden: Kōbe, Osaka, Kyōto, Nagoya, Shizuoka, Yokohama und Tokio. In Tokio ereignete sich die Sonnenfinsternis um 7:34 Ortszeit und die ringförmige Phase dauerte etwas mehr als 5 Minuten. In der Präfektur Fukushima verließ die Zone der ringförmigen Sichtbarkeit die japanischen Hauptinseln.
Die Finsternis setzte sich über dem Nordpazifik fort, bis 400 Kilometer südwestlich der Aleuten-Insel Amchitka das Maximum der Finsternis eintrat. Die Sonne stand dort etwa 61° über dem Horizont. Die Breite der Zone mit ringförmiger Sichtbarkeit betrug dort 237 Kilometer und war damit deutlich kleiner als zu Beginn oder am Ende der Finsternis, wo die Breite über 300 Kilometer betrug.
Wenig später überquerte der Finsterniskorridor die Datumsgrenze, so dass der folgende Finsternisablauf nach Ortszeit einen Tag früher stattfand als der bisherige Verlauf, also am 20. Mai. Um 17:34 Uhr Ortszeit erreichte die Zone mit ringförmiger Sichtbarkeit in Port Orford im US-Bundesstaat Oregon den amerikanischen Kontinent. Ringförmig zu sehen war die Finsternis außer Oregon in den US-amerikanischen Bundesstaaten Kalifornien, Nevada, Utah, Arizona, Colorado und New Mexico. Die Städte Redding, Reno, St. George, Albuquerque und Santa Fe lagen in der Zone der ringförmigen Sichtbarkeit, zudem war auch im Grand Canyon die Finsternis kurz vor Sonnenuntergang zu beobachten.
Die partielle Phase konnte von Ostasien, dem Nordpolargebiet, Grönland, Alaska, Kanada, USA und Mexiko gesehen werden.

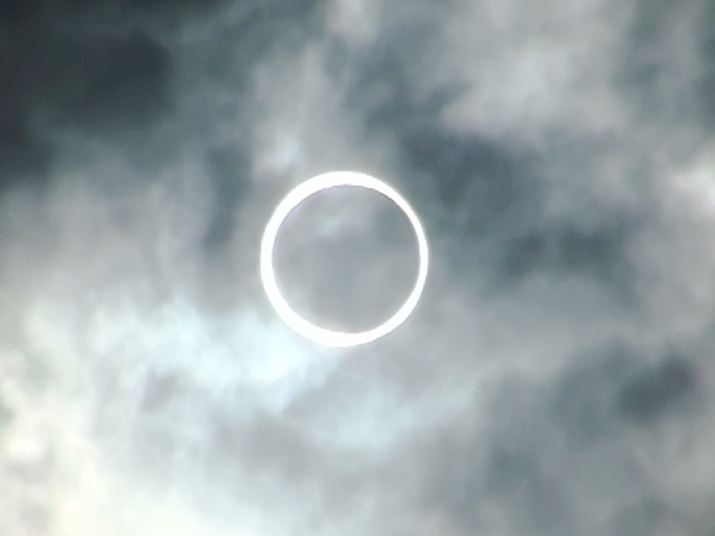
Kōfu, Japan
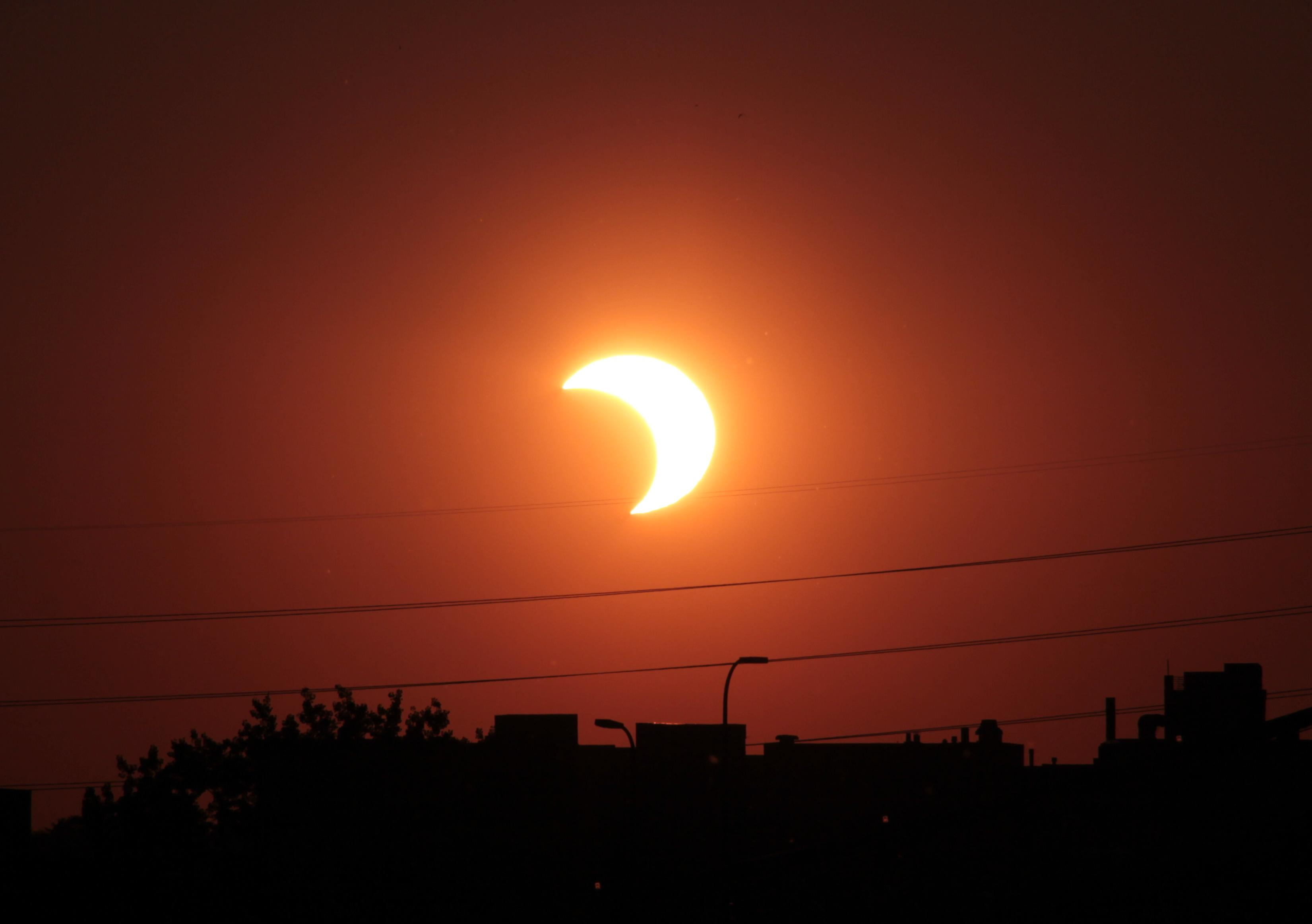
Minneapolis, Minnesota
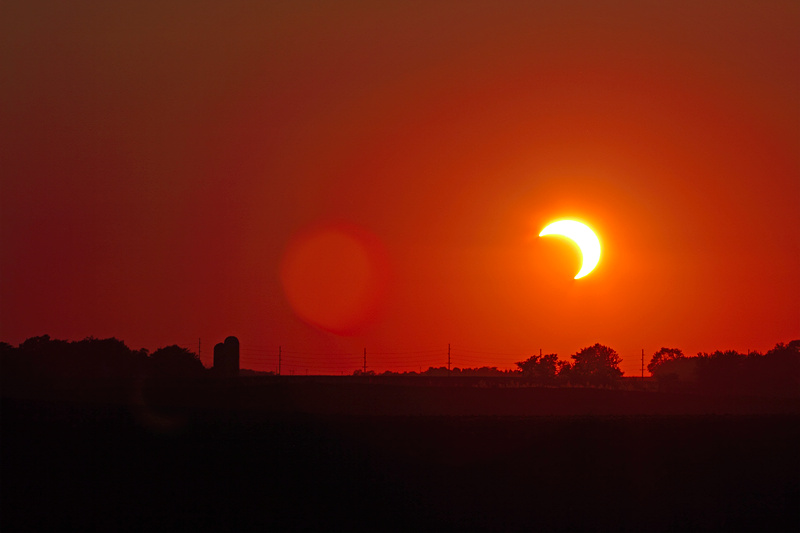
Östlich von Ogden, Iowa